# Livingston County, New York
Livingston County är ett administrativt område i delstaten New York, USA, med 65 393 invånare. Den administrativa huvudorten (county seat) är Geneseo. 

## Geografi
Enligt United States Census Bureau så har countyt en total area på 1 659 km². 1 637 km² av den arean är land och 22 km² är vatten. 

### Angränsande countyn
- Monroe County - nord, nordost
- Ontario County - öst
- Steuben County - sydost
- Allegany County - syd, sydväst
- Wyoming County - väst
- Genesee County - nordväst